# Prix Condorcet-Dessaulles
Pour les articles homonymes, voir Condorcet.
Le prix Condorcet-Dessaulles a été institué en 1993 par le Mouvement laïque québécois pour honorer une personnalité publique qui a œuvré pour la défense de la laïcité et de la liberté de conscience. Il est nommé en l’honneur du marquis de Condorcet, un philosophe du siècle des Lumières et l’un des rédacteurs de la déclaration des droits de l’homme et du citoyen, et de Louis-Antoine Dessaulles, activiste, essayiste et homme politique québécois.

## Lauréats
- 1993 : Micheline Trudel, bénévole de l’enseignement non religieux.
- 1994 : Henry Morgentaler, défenseur du droit à l’avortement au Canada.
- 1995 : Centrale des syndicats du Québec, syndicat des professeurs.
- 1996 : Louise Laurin, fondatrice de la Coalition pour la déconfessionnalisation du système scolaire[1].
- 1997 : membres de l'Institut canadien de Montréal, organisme d’inspiration libérale et anticléricale (1844-1884)[2]
- 1998 : signataires du Refus global.
- 1999 : Association des Orphelins de Duplessis[3].
- 2000 : Jacques Hébert, journaliste et homme politique.
- 2001 : Pierre Bourgault, président du Rassemblement pour l'indépendance nationale et libre-penseur.
- 2002 : Jacques Godbout et Jacques Mackay, anciens présidents du Mouvement laïque de langue française (MLF).
- 2003 : Janette Bertrand, dramaturge.
- 2004 : Rodrigue Tremblay, économiste, homme politique et humaniste.
- 2005 : Paul Bégin, homme politique[4].
- 2006 : Daniel Baril, journaliste et anthropologue, membre fondateur et ancien président du MLQ.
- 2007 : Yolande Geadah, autrice de Les accommodements raisonnables; droit à la différence et non différence de droit[5].
- 2008 : Danielle Payette, enseignante et militante laïque[6].
- 2009 : Guy Rocher, sociologue[7]
- 2010 : aucun
- 2011 : Syndicat de la fonction publique du Québec [8]
- 2012 : Christiane Pelchat et Caroline Beauchamp [9]
- 2013 : Yvan Lamonde, historien et auteur.
- 2014 : Louise Mailloux, enseignante et polémiste.
- 2015 : Me Luc Alarie [8], avocat du Mouvement laïque québécois. pour sa victoire en Cour suprême du Canada dans la cause MLQ c. Saguenay.
- 2016: Djemila Benhabib
- 2017: Henri Laberge, militant syndical et souverainiste, ex-président du MLQ
- 2018: Andréa Richard et Nadia El-Mabrouk, pour leurs actions respectives pour leur retrait du cours Éthique et culture religieuse.
- 2019: Me Julie Latour, fondatrice du collectif Les juristes pour la laïcité et la neutralité religieuse de l'État.
- 2020: Jacques Beauchemin et Georges-Auguste Legault, respectivement témoin expert en sociologie et en éthique professionnelle, ainsi que Djaafar B*, Nadia El Mabrouk, Ensaf Haïdar, François Dugré et Ferroudja M*, témoins de fait, pour leurs témoignages en défense de la Loi sur la laïcité de l’État.
- 2021: Frédéric Bastien, historien
- 2022: Michel Lincourt, architecte et urbaniste, fondateur de l'Institut de la liberté de conscience au Canada.
- 2023: les députés Joël Arseneau, Pascal Bérubé et Paul Saint-Pierre Plamondon pour l'abolition du serment au roi.10
- 2024: Fatima Aboubakr, pour la protection de la liberté de conscience des enfants.